# 渋谷画劇団
渋谷画劇団（しぶやがげきだん）は、株式会社漫画家学会によって設立されたプロ紙芝居師、画劇絵師、で構成される紙芝居パフォーマンス集団。

## 来歴
2008年、商社マンだった三木文夫が日本に唯一ある京都精華大学マンガ学部の牧野圭一に「漫画家のための会社を作ってくれ」と言われ、株式会社漫画家学会を設立。漫画家に就職口が少ないことから漫画に関する新しい事業の発掘、市場の開拓、漫画事業の再評価に取り組むことからスタート。
2009年、紙芝居の受注が増え始め紙芝居師を株式会社漫画家学会の正社員として募集。安野侑志（やっさん）が師匠として、東京・大阪でオーディションを開催。プロアマ問わず300名以上の応募が殺到した。オーディション後、安野侑志が退任。オーディションに参加していた元ずうとるび・今村良樹（現在退任）がプロデューサーになり、プロの紙芝居師集団「渋谷画劇団」を結成。
以後、国内のイベント以外にも海外イベントにも積極的に参加。アメリカ合衆国ラスベガス・アトランタ、フランス パリでのジャパンエキスポ、イタリア ルカコミック、中国 成都などで紙芝居を披露。
漫画家学会とは別に Mankai production も運営を行い、紙芝居授業ではなく芸能やイベントなど幅広く運営を行っている。
2012年より2020東京オリンピック・パラリンピック招致活動を紙芝居にて参加。招致活動に尽力。
2016年より2020東京パラリンピックの認知度を上げる紙芝居を全国各地で行っており、渋谷区と「パラリンピックPR事業」を締結。
また、2018年よりパラリンピック紙芝居が東京都教育支援プログラムとしても認定されている。

## メンバー

### 紙芝居師
- 一龍斎貞寿（いちりゅうさい　ていじゅ） - 講談師
- いとうなおこ - ラジオパーソナリティ
- えなさかさなえ - 舞台女優（赤松早苗）
- 王様（おうさま） - 駄玩具アーティスト
- OHANA　（おはな） - 声優 摩味
- かっちゃん - 声優 須田勝也
- きくち英一（きくち えいいち） - 役者
- くぼてんき - 気象予報士・防災士
- 倉嶋らむね（くらしま らむね） - 声優 倉田雅世
- ゲンさん - 役者・格闘家
- コッシー寿（コッシーことぶき） - マジシャン
- シマちゃん - フリーアナウンサー
- 清水透（しみず とおる）
- 大黒屋仙台四郎（だいこくやせんだいしろう） - 落語家 柳亭芝楽
- トムラータ
- なっちゃん - フリーアナウンサー・ラジオパーソナリティ 中谷奈津子
- ばぁば
- 番茶（ばんちゃ）
- 広田さくら（ひろた さくら） - 女子プロレスラー 旧姓広田さくら
- ポンちゃん人形（ポンちゃんにんぎょう） - 腹話術師
- 的場祐太（まとば ゆうた） - 役者・ライブパフォーマー matocotoshuco
- まみ姐（まみねえ） - 役者
- ミナクルマスク - 覆面レスラー
- ヤムちゃん
- かみはる
- ひろくん
- マットくん - 役者 マット前転（劇団　IQ5000所属）
- あいり〜ん
- こむぎ ‐ 声優 大久保ちか
- ゴンちゃん
- ガールズ紙芝居ユニット「織紙姫（おりかみひめ）」
- ボーイズ紙芝居ユニット「彦☆星（ひこぼしぼし）」

### 紙芝居画師
- あさいもとゆき
- 井角平一介（いずみひら いっかい）
- うりゅー紗伽（うりゅー しゃが）
- 大海みず（おおうみ みず）
- ovo（おぼ）
- かぢばあたる
- 木ノ花さくや（このはなさくや） - にしの公平と西野つぐみの共同ペンネーム
- 小林ひろみ (こばやし ひろみ)
- 佐貫シキ（さぬき しき）
- ジミー須田（ジミーすだ） 須田信太郎
- すねやかずみ
- せつこ。
- トムラータ
- 山口正人（やまぐち まさと）
- 山田うさこ
- 株式会社ぽけまん（漫画家多数所属）